# The Philippine Star
The Philippine Star ist eine philippinische Tageszeitung und das Flaggschiff des Verlags Star Group of Publications. Sie gehört zum Unternehmen Philstar Daily Inc., das mit Pilipino Star Ngyaon, Pang-Masa, The Freeman, Banat, sowie den Magazinen People Asia und Starweek weitere Printmedien veröffentlicht. Zusammen mit dem Philippine Daily Inquirer ist sie die verbreitetste Zeitung auf den Philippinen.

## Geschichte
Die Journalisten Maximo Soliven, Betty Go-Belmonte und Art Borjal gründeten The Philippine Star am 28. Juli 1986, wenige Monate nachdem die EDSA-Revolution den Diktator Ferdinand Marcos gestürzt hatte.
Soliven, Belmonte und Borjal hatten wenige Monate zuvor am 9. Dezember 1985 zusammen mit Eugenia Apostol, Louie Beltran und Florangel Braid, den Philippine Daily Inquirer gegründet. Finanzielle Fragen und Streitigkeiten über die Ausrichtung der Zeitung führten dazu, dass die drei eine eigene Zeitung veröffentlichten.
Die erste Ausgabe hatte acht Seiten, keinerlei Werbung oder Anzeigen und eine Auflage «a few thousand copies» (deutsch: "wenigen tausend Kopien").

### Neuerungen
Die am 4. August 1995 veröffentlichte Ausgabe des Philippine Star war die erste philippinische Zeitung mit einer vollständig farbigen Titelseite. Seit 2001 sind alle Seiten farbig, was der Beginn des Slogans „The only paper you read from cover to cover“ (deutsch: Die einzige Zeitung, die man von Anfang bis Ende liest) war. 2003 war The Philippine Star die erste Zeitung, die mit einem Fast-Food-Restaurant, der Jollibee Foods Corporation, kooperierte.
2013 startete die App Read It! Live It!, die es Lesern mit einem Tablet oder Mobiltelefon ermöglichte, durch das Fotografieren eines QR Codes auf ausgewählten Seiten zusätzliche Multimediainhalte abzurufen.

## Bekannte Schreiber
- F. Sionil José
- Ernesto Maceda
- Alex Magno
- Boy Abunda
- Ricky Lo
- Tim Yap
- Cheryl Tiu